# Mezentia gibbera
Mezentia gibbera är en insektsart som beskrevs av Carl Stål 1878. Mezentia gibbera ingår i släktet Mezentia och familjen Romaleidae. Inga underarter finns listade i Catalogue of Life.